# زيلانديا

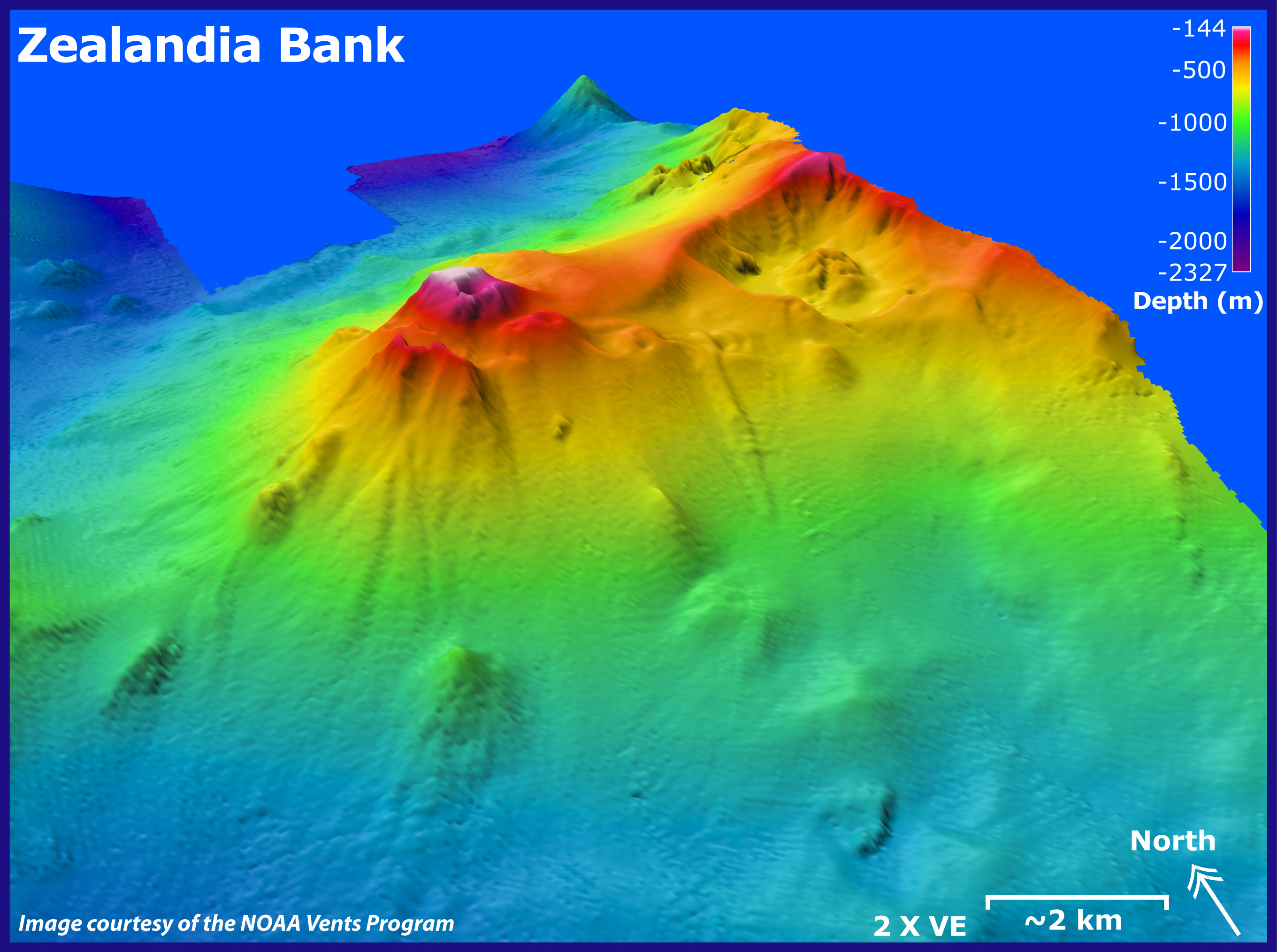
زيلانديا بتقنية 3D

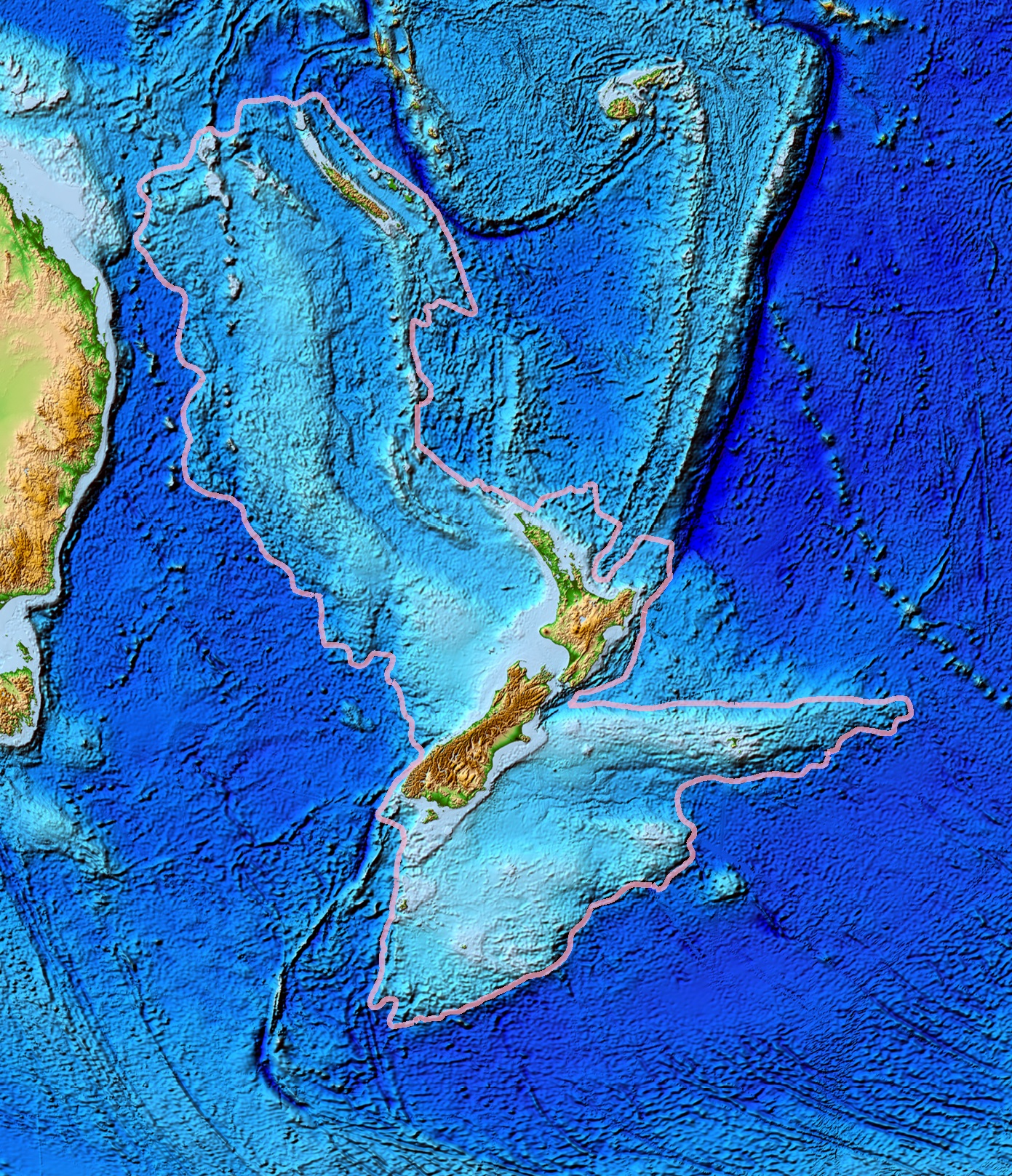
الخريطة الطوبوغرافية لزيلانديا

زيلانديا هي قارة مغمورة في المحيط الهادئ بعد انفصالها عن أستراليا قبل 60 مليون سنة وانفصالها عن القارة القطبية الجنوبية قبل 130 مليون سنة.
تبلغ مساحتها حوالي 3,500,000 كم² متفوقة في المساحة على جرينلاند والهند، فتعتبر أكبر قارة حاليا في المحيط الهادي.

## الجيولوجيا
زيلانديا لديها قمتان متوازيتان يفصل بينهما الماء، القمتان تتوجدان فوق أرضية المحيط على علو 1500 متر مع القليل من الجزر والصخور فوق سطح الماء أما القمم في زيلانديا فهي تكون صخورا ضخمة قارية، ومع ذلك فهي ضعيفة نسبيا.
- حوالي 25 مليون سنة، الجزء الجنوبي لزيلانديا بدء بالتحرك بالنسبة للجزء الشمالي وقد أزيحت حوالي 500 كم² وهذا ما أدى إلى ظهور صدع كبير وغير مرئي في الصفيحة الجيولوجية.

## التقسيم السياسي
- فرنسا / كاليدونيا الجديدة والجزر الظاهرة—18986 كم²
- نيوزيلندا 267610 كم²